# Oschiri
Oschiri (sardinsky: Óschiri, Óscari) je italská obec (comune) v provincii Sassari v regionu Sardinie. Nachází se ve výšce 202 metrů nad mořem a má přibližně 3 000 obyvatel. Rozloha obce je 215,61 km².